# Tettemelk

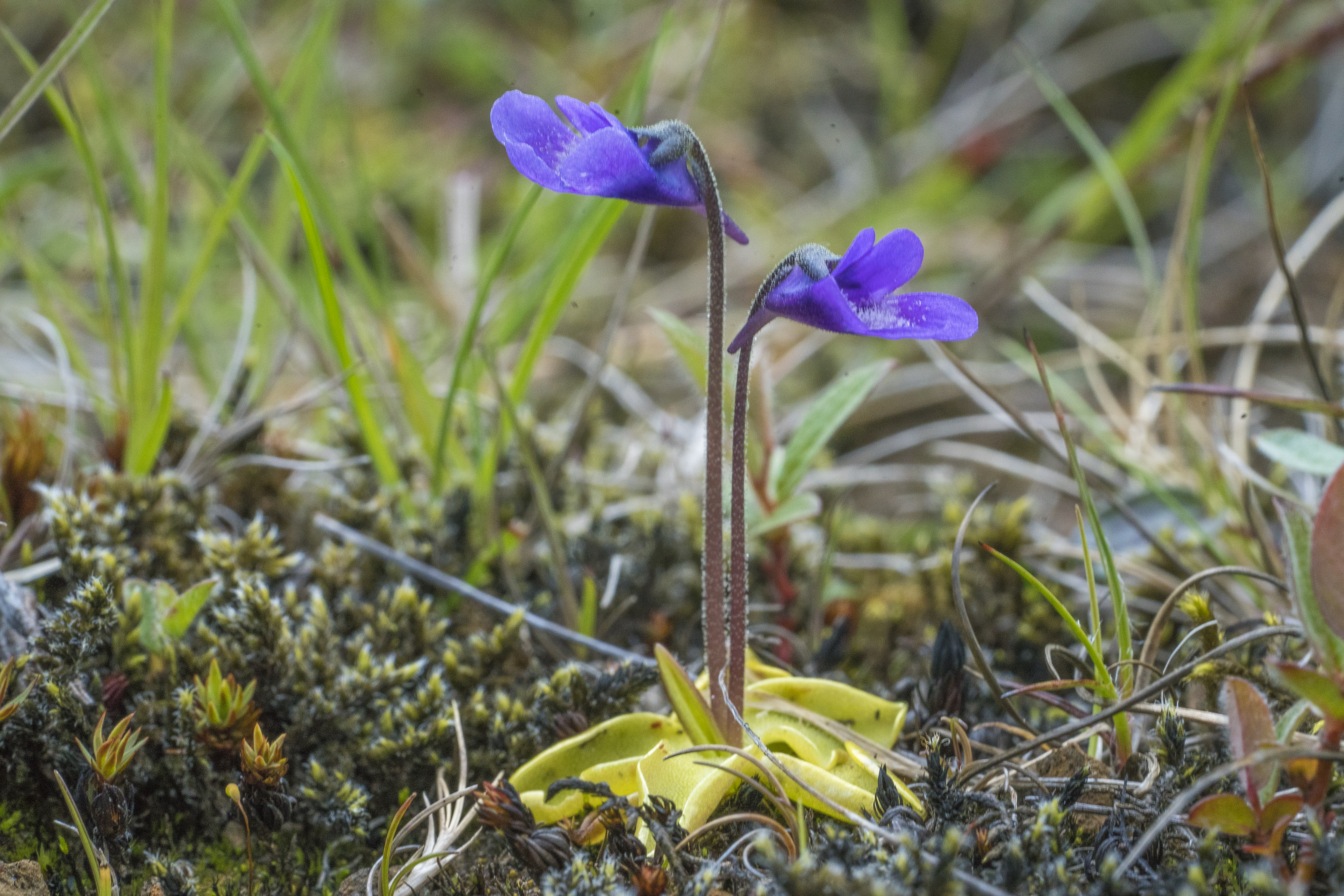
Tettegress, tedy tučnice obecná, po které je nápoj pojmenován.

Tettemelk (bokmål), též tettemjølk (nynorsk) je norský druh kyselého mléka, podobající se kefíru či jogurtu, který má tendenci k vytváření vláken. Vyrábí se mléčným kvašením mléka pomocí bakterií a obsahuje kolem jednoho procenta oxidu uhličitého a kolem půl procenta alkoholu. Jméno odkazuje na tettegress, tedy tučnici obecnou, o níž se tradovalo, že její přídavek má zajistit správné kvašení, ke stejnému účelů mohla být použita rosnatka. Původ tohoto způsobu kvašení mléka sahá hluboko do skandinávské historie a je znám i u jiných severských národů: v severním Švédsku a ve Finsku se tento nápoj nazývá tätmjölk.